# فهيد بن حسن
فهيد بن حسن بن أبي نمي كان أمير مكة بالشراكة مع أخيه أبو عون إدريس بن حسن بن أبي نمي وابن أخيه محسن بن حسين بن حسن بن أبي نمي من عام 1603 إلى عام 1610.
تولى فهيد ومحسن الإمارة بالمشاركة مع إدريس في جمادى الآخرة 1012 هـ (تشرين الثاني 1603م)، بقرار من الأشراف. وقد ضُما إلى الدعاء مع إدريس في الخطبة، وأُعطيا معًا ربع دخل الحجاز المستحق لأمير مكة. وقد أقر السلطان أحمد الأول تعيين الأشراف الثلاثة في مرسوم قُرئ في المسجد الحرام يوم الأربعاء 11 صفر 1013 هـ (7 تموز 1604م).
وفي أواخر شهر ربيع الآخر سنة 1019 هـ (يوليو 1610م)، عزل الشريفان إدريس ومحسن فُهيدًا ونفياه من مكة. وبعد موسم الحج سافر إلى مصر ثم إلى إسطنبول. التقى بالسلطان أحمد الأول، وحسب بعض التقارير منحه السلطان إمارة مكة. توفي في إسطنبول سنة 1020 هـ (1611/1612م). وقد سجل الشاعر سنة وفاته في حساب الجُمل في أبيات شعره:
| فهيد بن حسن | مات بالروم فهيد بن الحسن. | فهيد بن حسن |